# Tombe de Zhaojun
La tombe de Zhaojun (chinois simplifié : 昭君墓景区 ; pinyin : zhāojūn mù jǐngqū ; litt. « paysage de la tombe de Zhaojun ») est un parc situé au sud du district de Yuquan, à 9 km au sud du centre de Hohhot, capitale de la Région autonome de Mongolie-Intérieure, en Chine. Elle est la sépulture de Wang Zhaojun (née en 50 av. J.-C.), l'épouse de Hu Hanye, chanyu des Xiongnu.
Le parc comporte également le Musée de la culture xiongnu, consacré à ce peuple nomade des steppes dans l'Antiquité.